# هیوکا (مجموعه تلویزیونی)
هیوکا(氷菓) یک مجموعهٔ انیمه تلویزیونی ژاپنی است که بر اساس مجموعه رمان باشگاه ادبیات کلاسیک نوشتهٔ هونوبو یونه‌زاوا ساخته و نام آن از روی جلد اول این مجموعه، گرفته شده است. داستان دربارهٔ هوتارو اورکی، دانش‌آموز سال اول دبیرستان است که به درخواست خواهر بزرگترش به باشگاه ادبیات کلاسیک مدرسه می‌پیوندد تا از منحل شدن آن جلوگیری کند. او در ادامه با ارو چیتاندا، ساتوشی فوکوبه و مایاکا ایبارا آشنا می‌شود و با هم به حل پرونده‌های معمایی می‌پردازند.

## بازخوردها

### محبوبیت
هیوکا در فهرست‌های مختلفی رتبهٔ بالایی کسب کرده است. این انیمه در نظرسنجی ان‌اچ‌کی، در جایگاه ۲۵ام فهرست «۱۰۰ انیمه برتر» قرار گرفت. هیوکا در BIGLOBE، در بخش انیمه‌های بهاری سال ۲۰۱۲ رتبهٔ اول را کسب کرد. همچنین در کرانچی‌رول ادیتوریال، در فهرست ۱۰۰ انیمهٔ برتر دهه قرار گرفت.